# Ain Kalmus
Ain Kalmus (Pseudonym für Evald Mänd, im deutschen Sprachraum auch als Ewald Mand bekannt; * 26. Maijul. / 8. Juni 1906greg. im Dorf Tilga, damals Kirchspiel Emmaste, Insel Hiiumaa, Estland; † 15. November 2001 in Amherst (Massachusetts), USA) war ein estnischer Schriftsteller und Theologe.

## Leben
Ain Kalmus besuchte die orthodoxe Schule von Kuriste (heute Landgemeinde Hiiumaa) und das baptistische Seminar von Keila. In seiner Jugend verdingte er sich unter anderem als Matrose. Von 1931 bis 1935 studierte er an der Andover Newton Theological School in Massachusetts Theologie. Anschließend setzte er seine Studien in Tartu und in Tallinn fort und war dort auch als baptistischer Geistlicher  und Redakteur der religiösen Zeitschrift Elukevade tätig.
Vor der Besetzung Estlands durch die Sowjetunion floh Kalmus mit seiner Familie im September 1944 über die Ostsee nach Schweden. 1947 zog er in die USA weiter, wo er in der Emigration als baptistischer Geistlicher und als Theologie-Dozent wirkte.

## Literarisches Werk
Ain Kalmus hat eine Vielzahl von Prosatexten und Lyrik veröffentlicht. Er debütierte in den 1920er Jahren mit Gedichten und dem Erzählband Valgus ja varjud (1926). Der Durchbruch als Schriftsteller gelang ihm im Juni 1944 mit dem Roman Soolased tuuled („Salzige Winde“), der das Leben der Einwohner Hiiumaas im 19. Jahrhundert beschreibt.
Im Mittelpunkt seines literarischen Schaffens steht eine Trilogie über Leben und Kampf der heidnischen Esten zwischen von 1170 bis 1240. Sie erschien in Schweden unter den Titeln Jumalad lahkuvad Maalt (1956), Toone tuuled üle Maa (1958) und Koju enne õhtut (1964). In Estland konnte der überwiegende Teil seines Werkes erst Mitte der 1990er Jahre, nach der Wiedererlangung der Unabhängigkeit, erscheinen.
Der Roman Öö tuli liiga vara (1945/46) behandelt das Schicksal einer estnischen Familie in den Jahren 1939 bis 1945. 1946 folgte der Roman Kaarnakünka über den Kampf der estnischen Waldbrüder im Jahre 1941. Es folgten im schwedischen Exil die Romane Kodusadama tuled (1947) und Hingemaa (1948). 
Weitere historische Romane u. a. mit biblischen Motiven von Ain Kalmus sind Prohvet (1950) über den Propheten Hosea, Tulised vankrid (zwei Bände, 1953) und Juudas (1969). Daneben veröffentlichte er seine Memoiren (vier Bände; 1972, 1977, 1979 und 1981). Unter seinem bürgerlichen Namen Evald Mänd erschienen weitere Novellen, Gedichte und theologische Betrachtungen.